# Gamma Corvi
Gamma Corvi (γ Corvi, γ Crv), conosciuta anche con il nome tradizionale di Gienah Gurab, è la stella più brillante della costellazione del Corvo. Dista all'incirca 165 anni luce dal sistema solare e la sua magnitudine apparente è +2,59. Il nome deriva dall'arabo الجناح الغراب اليمن, al-janāħ al-ghirāb al-yaman, che significa "l'ala destra del corvo", nonostante nelle carte moderne in realtà sia situata nell'ala sinistra.

## Caratteristiche fisiche
Gamma Corvi è una gigante azzurra di tipo spettrale B8III; la sua temperatura superficiale è di 12400 K e con un raggio 4,2 volte quello solare brilla 355 volte di più del Sole.
La massa è oltre 4 volte quella del Sole, e come le stelle di questa massa la sua vita è relativamente breve: infatti con 160 milioni di anni di vita sta giù uscendo dalla sequenza principale per diventare, nei prossimi 5 milioni di anni, una gigante rossa.
La composizione chimica di Gamma Corvi è piuttosto anomala, in quanto mostra alti livelli di mercurio e manganese e livelli insolitamente bassi di alluminio e nichel. Fa parte delle stelle al mercurio-manganese, un gruppo di stelle che mostra abbondanza di questi elementi, la cui rappresentante più conosciuta è Alpheratz.